# Xenortholitha euchora
Xenortholitha euchora är en fjärilsart som beskrevs av Reginald James West 1929.
Xenortholitha euchora ingår i släktet Xenortholitha och familjen mätare. Inga underarter finns listade i Catalogue of Life.